# Cmentarz wojenny w Górach Opolskich
Cmentarz wojenny w Górach Opolskich – cmentarz z I wojny światowej znajdujący się we wsi Góry Opolskie w województwie lubelskim, w powiecie opolskim, w gminie Opole Lubelskie.
Cmentarz założono na planie prostokąta o bokach 43 na 30 m. Pierwotnie składał się z 12 mogił zbiorowych, obecnie układ mogił częściowo zatarty, miejsce porośnięte lasem.
Na cmentarzu pochowano około 300 żołnierzy austro-węgierskich i rosyjskich poległych 24 sierpnia - 8 września 1914 i prawdopodobnie w 1915.